# タレコミ (テレビ番組)
『タレコミ』は、2002年4月から2003年9月までテレビ東京系列局で放送されたテレビ東京とイーストの共同製作のトークバラエティ番組。

## 概要
毎回同一の職業に就いている女性を5人から10人ほどスタジオに招き、筧利夫ほかレギュラー陣が彼女たちから各業界の裏話を聞き出していた番組である。

## エピソード
- AV女優として宮澤ゆうなが共演した際、スケスケの服で登場しバストトップが見えるというパフォーマンスを披露した。

## 放送時間
時刻はいずれもJST。
- 毎週水曜 24:04 - 24:45 （『スポパラ』水曜、2002年4月 - 2003年3月）
- 毎週水曜 24:09 - 24:50 （『スポパラ』水曜、2003年4月 - 2003年9月）

## 出演者

### レギュラー
- 筧利夫
- 大竹一樹（さまぁ〜ず）
- 三村マサカズ（さまぁ〜ず）
- 龍田梨恵（当時テレビ東京アナウンサー）

### ゲスト

#### テレビ東京アナウンサースペシャル（2002年8月28日）
- 大江麻理子（テレビ東京アナウンサー）
- 大橋未歩（テレビ東京アナウンサー）
- 倉野麻里（テレビ東京アナウンサー）
- 水原恵理（テレビ東京アナウンサー）
- 家森幸子（当時テレビ東京アナウンサー）
- 茅原ますみ（当時テレビ東京アナウンサー）

#### AV女優
- 宮澤ゆうな

## スタッフ
- 構成：北本かつら　ほか
- 技術協力：ヴイ・ビジョンスタジオ
- 編集・ＭＡ：テレテックメディアパーク
- ＣＧ：ヴィジブレックス
- ディレクター：藤保修一
- プロデューサー：牛原隆一（テレビ東京）、浦輝久（イースト）
- 制作協力：イースト
- 製作著作：テレビ東京